# Smith Streeter
Smith O. Streeter (Haldimand, 14 luglio 1844 – Denver, 17 dicembre 1930) è stato un giocatore di roque statunitense, vincitore di una medaglia d'argento nel roque singolare maschile ai Giochi della III Olimpiade.

## Palmarès
In carriera ha conseguito i seguenti risultati:
- Giochi olimpici

Saint Louis 1904: argento nel roque singolare maschile.